# Heliane Bernard
Pour les articles homonymes, voir Bernard.
 (juin 2024).
Heliane Bernard est une historienne française spécialiste d’histoire culturelle.
Parallèlement à ses travaux d’historienne, elle collabore aussi en tant que critique d’art à diverses revues et catalogues d’expositions d’art contemporains.
En 1990, elle fonde la revue d’art Montrer, puis en 1991 avec Christian-Alexandre Faure, la revue Dada.
Romancière, elle est l'auteure, avec Christian-Alexandre Faure, de la trilogie « Les Dents noires ».
Elle est aussi auteur de livres pour la jeunesse.

## Biographie
En 1989, elle soutient sa thèse de doctorat d’Histoire de l’université Lyon-II, intitulée la Terre et ses mythes : voyage au centre de l’image (ou le thème rural dans la peinture française de 1920 à 1955).   Elle paraît en 1990 aux Presses Universitaires de Lyon (P.U.L.) sous le titre La terre toujours réinventée. La France rurale et les peintres, 1920-1955. Une histoire de l'imaginaire.
En 1990, elle fonde la revue Montrer, revue d’Art - Expression – Figuration de diffusion nationale. La revue s’arrêtera au no 9 en octobre 1991.
En 1991, elle crée avec Alexandre Faure la revue Dada, première revue d’art pour enfants.
En 1994, elle rejoint  avec Alexandre Faure les éditions Mango, où elle poursuit son rôle de rédactrice en chef de la revue Dada.
En juin 2003, à la suite du rachat des éditions Mango par le Groupe Média participations, elle démissionne, ainsi que toute la rédaction, de la Revue Dada.
En 2004, elle rejoint avec Alexandre Faure les éditions du Seuil pour créer la revue 9 de Cœur, revue de création et d’initiation : Arts, littérature, musique... de 9 à 99 ans.
(La revue est arrêtée au no 5
En 2006, elle fonde avec Alexandre Faure le secteur éditoriale “ Tatou ” au sein des éditions Michalon à Paris. Ce secteur destiné à la jeunesse propose une initiation des enfants aux arts plastiques, à la poésie, et à la littérature.
En 2008 elle crée avec Alexandre Faure pour les éditions Milan, une nouvelle collection d’initiation à l’art : Phil’Art où ils abordent les thèmes essentiels de la philosophie.

## Œuvres

### Romans
- Les Dents noires, série de romans historiques co-écrite avec Christian-Alexandre Faure,de la saga Les Dents noires, éditions Libel

1. La Colline aux corbeaux 2018, 383p ; réed.  J'ai
2. L'Homme au gant, 2019, 416 p ; rééd. J'ai lu
3. L’Encre et le feu 2021, 400 p. 2021

- - Intégrale Les Dents noires, J'ai lu

### Publications scientifiques
- Jean Amblard, salarié du Musée national des arts et traditions populaires, 1943-1944][d] Bulletin du Centre d'Histoire économique et sociale de la région lyonnaise, Lyon, n°3-4, 1984, p. 117–145[e]
- L’architecture franc-comtoise dans la peinture de J.C. Bourgeois , In L'habitat rural : nouveaux modèles, nouveaux usages, Colloque national de l’Association des Ruralistes Français, Amiens, 1985
- Introduction à l’iconographie du monde rural dans la peinture française (1920-1955)][f], Bulletin du Centre d'Histoire économique et sociale de la région lyonnaise, Lyon, no 2, 1985, p. 45–74
- Peinture et ruralité : deux images des années trente , Image et Histoire, Actes du colloque Paris-Censier, mai 1986, Paris Publisud, 1987, Sources travaux historiques, no 9-10, 1987, 319p., p. 186–194
- Symbolisme de la charrue et du labour : des images de la terre fécondée, 1920-1940 [g], Bulletin du Centre d'Histoire économique et sociale de la région lyonnaise, Lyon, no 2-3, 1987, p. 99–117
- Révolution : Liberté, liberté chérie : une iconographie de 1792 , Résonance, Lyon, mars 1989, no 40, p. 65–70
- La Terre et ses mythes : voyage au centre de l’image (ou le thème rural dans la peinture française de 1920 à 1955), Thèse Universitaire de Doctorat d’Histoire, Université Lyon II, 1989, 2 vol., 824 p., 372 p.
- La terre toujours réinventée, la France rurale et les peintres 1920-1955, une histoire de l’imaginaire, Lyon, Presses universitaires de Lyon, 1990, 340 p  (ISBN 978-2729703714)
- L'Angélus de Millet : Conditions d'un discours mythique (1856-1993) , Ethnologie française, Paris, tome XXIV, 2, avril-juin 1994, p. 243–253
- L’imaginaire de la terre au XXe siècle , in  Paysages, paysans : L’art et la terre en Europe du Moyen Âge au XXe siècle, (sous la direction d’Emmanuel Le Roy Ladurie), Paris, Bibliothèque Nationale de France et Réunion des Musées Nationaux, édit. 1994, p. 254–285

### Articles dans les revues d'art
- Alliage
- Artension (du no 1 décembre 1987 à novembre 1990)
- Arts Program, Paris, du no 1 octobre 1992 au no 4 mars 1993
- Dada, Première Revue d’Art pour Enfants : (du no 1 décembre 1991 au no 93 juin 2003)
- Kanal magazine, Le journal des cheyennes
- Montrer: revue d’Art - Expression – Figuration : (du no 1 novembre 1990 au no 9 octobre 1991)
- Rive droite Rive gauche, Paris, 1992
- 9 de Cœur, seuil édit., (du no 1 octobre 2004 "Art & musique" au no 5 "Correspondance & Art postal" septembre 2005.)

### Participations à des ouvrages collectifs
- Coauteur avec Bernard Ceysson, Robert Bourasseau : Peintures, 1996
- Wirbel, l’Afrique et l’enfant in Véronique Wirbel : 1950-1990, (ouvrage collectif, préface de Francis Parent), éditions Fus’Art, 1997
- Tony Garnier peintre : mais il y a aussi l'image , in Cité de la Création : Musée urbain Tony garnier, Des HLM que l'on visite…, Éditions lyonnaises d'art et d'histoire, 1999

### Ouvrages pour la jeunesse
- Allons z’enfants de la Patrie , (illustrations de Véronique Wirbel), album de coloriages, Lyon, champs des arts édit., 1989
- Le Journal de Bébé , (illustrations de Claudie Guyennon-Duchêne), Paris, Mango, Album Dada, 1997  (ISBN 978-2740406939)
- Le Brel, (illustrations de Tony Soulié), Paris, Mango jeunesse, Album Dada, 2000
- Les métamorphoses d’Aladin ou comment il fut passé au caviar , (illustrations de Jean François Martin), Paris, éditions Michalon, album Tatou, 2006  (ISBN 978-2841863389)[4]
- Guernica , (dessins d’Olivier Charpentier), Paris, éditions Michalon, album Tatou, 2007  (ISBN 978-8484646549)
- Coauteur avec Alexandre Faure 
  -  De Gaulle et la France , Mango, collection "Regard d'aujourd'hui", 1995  (ISBN 978-2910635558)
  -  Jésus et son époque , Mango, collection "Regard d'aujourd'hui", 1997  (ISBN 978-2740406878)
  -  C’est quoi la mémoire ? , Milan, Collection Phil’ART, 2008  (ISBN 978-2745934109)
  -  C’est quoi les religions ? , Milan, Collection Phil’ART, 2008  (ISBN 978-2745934130)
  -  C’est quoi l'imaginaire ? , Milan, Collection Phil’ART, 2009  (ISBN 978-2745936219)
  -  C’est quoi le bonheur ? , Milan, Collection Phil’ART, 2009  (ISBN 978-2745936202)
  -  C’est quoi le réel ? , Milan, Collection Phil’ART, 2009  (ISBN 978-2745939289)
  -  C’est quoi le rire ? , Milan, Collection Phil’ART, 2009  (ISBN 978-2745939272)
  -  C’est quoi la nature ?, Milan, Collection Phil’ART, 2010  (ISBN 978-2745943712)
  -  C’est quoi la liberté ?, Milan, Collection Phil’ART, 2010  (ISBN 978-2745945853)

### Sources primaires
1. ↑  https://www.persee.fr/doc/rural_0014-2182_1991_num_121_1_3328_t1_0243_0000_1
2. ↑  « Albums Tatou », sur michalon.fr via Wikiwix (consulté le 6 octobre 2023).
3. ↑  « Editionsmilan-leblog.com », sur editionsmilan-leblog.com (consulté le 7 avril 2023).
4. ↑  http://bcpl.ish-lyon.cnrs.fr/1984_N_3-4/8JEAN_AMB.PDF